# Deuxième guerre de Mithridate
La deuxième guerre de Mithridate opposa de 83 à 81 (avant l'ère courante) la République romaine au Royaume du Pont.

## La deuxième guerre Mithridate
Depuis presque un siècle les Romains étaient devenus une puissance dominante en Grèce et en Asie mineure. Ils tentaient de contrôler (directement ou non) tous les royaumes locaux, mais Mithridate VI, roi du Pont, entreprit d'agrandir son royaume. La première guerre mithridatique se termina mal pour lui, et le général romain victorieux, Sylla, laissa son légat Lucius Licinius Murena en Asie Mineure comme gouverneur. Mithridate, aux prises avec des révoltes en Colchide et en Crimée, construisit alors une flotte et leva une armée. L'importance de ces préparatifs pouvait laisser penser qu'ils étaient dirigés contre les Romains, d'autant plus que le roi du Pont tardait à évacuer la Cappadoce, comme c'était prévu. Comme il soupçonnait son général, Archélaos, d'avoir fait trop de concessions à Sylla lors de la paix de Dardanos, Archélaos se réfugia auprès de Murena et accusa son ancien maître de préparer une nouvelle guerre.

## La guerre
Murena, voyant que Mithridate devait faire face à ces rébellions, intervint alors pour prendre et saccager la ville de Comana du Pont, dont il pilla le célèbre temple, sous le prétexte que Mithridate menaçait de reprendre les armes contre Rome. Lorsque les envoyés du roi du Pont lui rappelèrent le traité de Dardanos, Murena répliqua qu'il ne s'agissait que d'un accord verbal que le sénat romain n'avait pas ratifié. Mithridate envoya alors des ambassadeurs à Rome pour en appeler au Sénat. Au printemps de l'année 82, Murena franchit le fleuve Halys et s'empara de 400 villages pontiques. Un émissaire du sénat, un certain Calidius, vint intimer publiquement à Murena l'ordre de ne plus attaquer Mithridate. Appien rapporte ensuite sans autre précision que Calidius alla parler seul à Murena. Les auteurs contemporains se sont livrés à des conjectures sur de la teneur de cet entretien : il n'est pas impossible qu'en privé il ait encouragé Murena à poursuivre ses attaques,. Quoi qu'il en soit, ce dernier se remit en campagne. Mithridate réunit alors ses troupes. L'armée pontique et l'armée romaine se retrouvèrent face à face de chaque côté du Halys. Mithridate, qui participa en personne aux combats, franchit le fleuve et mit les Romains en déroute. Murena fut obligé de se retirer en Phrygie par des chemins de montagne. Pour célébrer cette victoire qui redorait son blason, Mithridate offrit un sacrifice solennel à Zeus Stratios.

## Fin
L'intervention inconsidérée de Murena n'était pas du goût de Sylla qui chargea le tribun Aulus Gabinius de négocier. De son côté, Mithridate, qui devait faire face à une révolte des tribus du Bosphore, ne désirait pas presser son avantage. En 81, on arriva à un accord : le mariage d'une fille de Mithridate avec un fils de son vieil ennemi Ariobarzane, roi de Cappadoce, était censé sceller leur réconciliation. Mais cet accord ne fut pas ratifié pour autant et la mort de Sylla (78) rendit inévitable une nouvelle et troisième guerre dont la mort de Nicomède IV, qui légua son royaume, la Bithynie, aux Romains, fournit l'occasion. Mithridate ne négligea rien pour préparer le conflit : il s'allia à Quintus Sertorius, un officier romain contrôlant l'Espagne, entretint ses relations avec les Scythes, les Thraces et les Bastarnes, reconstruisit sa flotte (jusqu'à 400 navires) et soutint les pirates ciliciens.